# Campionato balcanico maschile di pallacanestro 1971
Il 13º Campionato Balcanico Maschile di Pallacanestro, si è disputato a Vidin, in Bulgaria, tra il 18 e il 22 agosto 1971.
La medaglia di bronzo fu assegnate in base alla differenza punti negli scontri diretti, dato che Turchia, Grecia e Romania terminarono a parimerito.

## Risultati
|    | Nazionale  | G | V | P | PF  | PS  | Diff.     |
| -- | ---------- | - | - | - | --- | --- | --------- |
| 1. | Bulgaria   | 4 | 4 | 0 | 335 | 284 | +51       |
| 2. | Jugoslavia | 4 | 3 | 1 | 327 | 279 | +48       |
| 3. | Turchia    | 4 | 1 | 3 | 307 | 347 | -40 (+8)  |
| 4. | Grecia     | 4 | 1 | 3 | 298 | 328 | -30 (+5)  |
| 5. | Romania    | 4 | 1 | 3 | 304 | 333 | -29 (-13) |

## Classifica finale
| -  | Paese      | Formazione |
| -- | ---------- | ---------- |
|    | Bulgaria   |            |
|    | Jugoslavia |            |
|    | Turchia    |            |
| 4. | Grecia     |            |
| 5. | Romania    |            |